# Église Saint-Jean-Baptiste de Riotord
L'église Saint-Jean-Baptiste est un édifice situé à Riotord, en France.

## Localisation
L'église est située sur le territoire de la commune de Riotord, place Principale, dans le département  de la Haute-Loire, en région Auvergne-Rhône-Alpes.

## Description
L'église date du XIIIe siècle, elle est remarquable par son portail et les chapiteaux surmontant les colonnes à l'intérieur et qui représentent des animaux de style gréco-romain (école italienne).

## Historique
L'église est inscrite partiellement au titre des monuments historiques par arrêté du 9 janvier 1926.

## Galerie

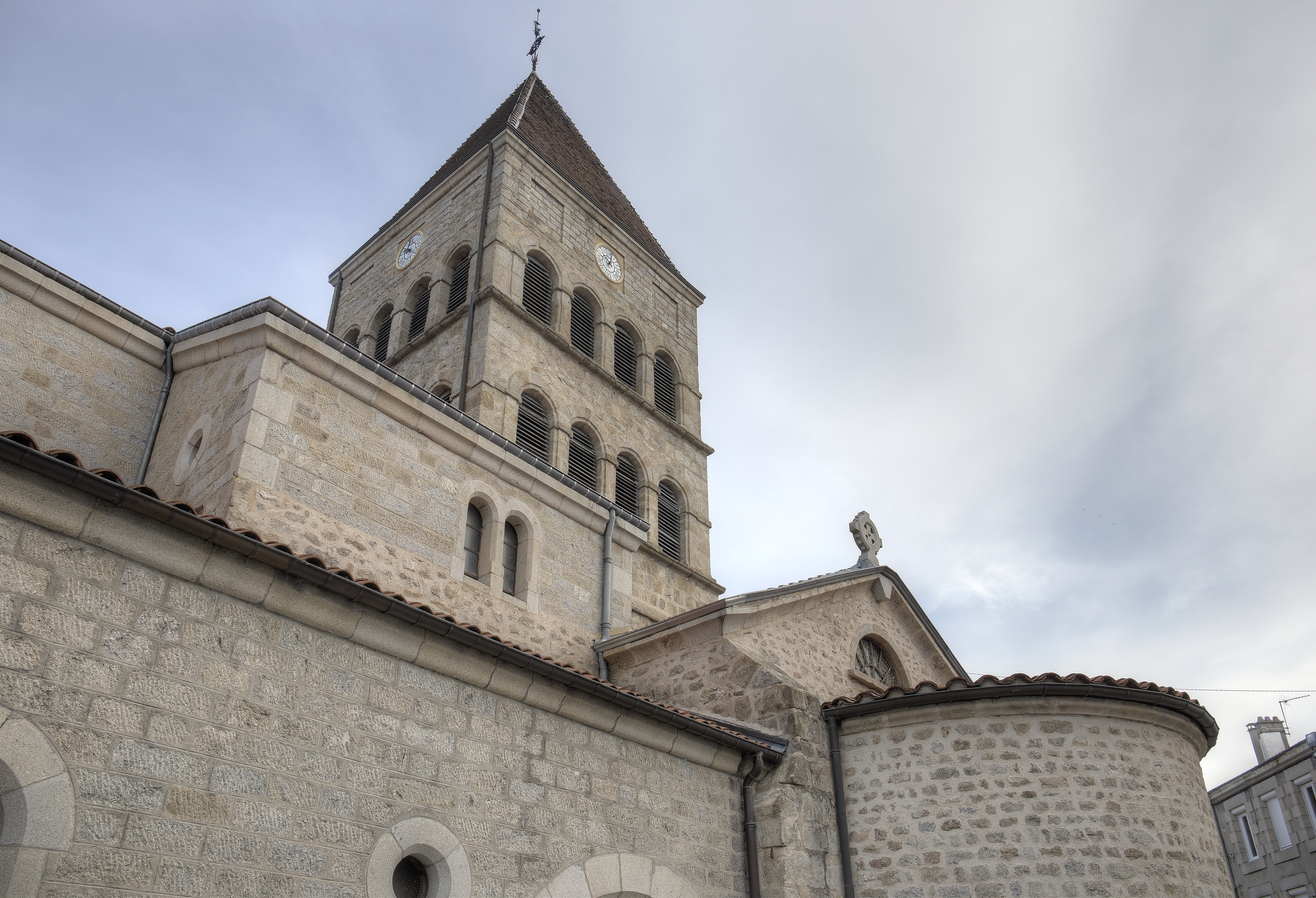
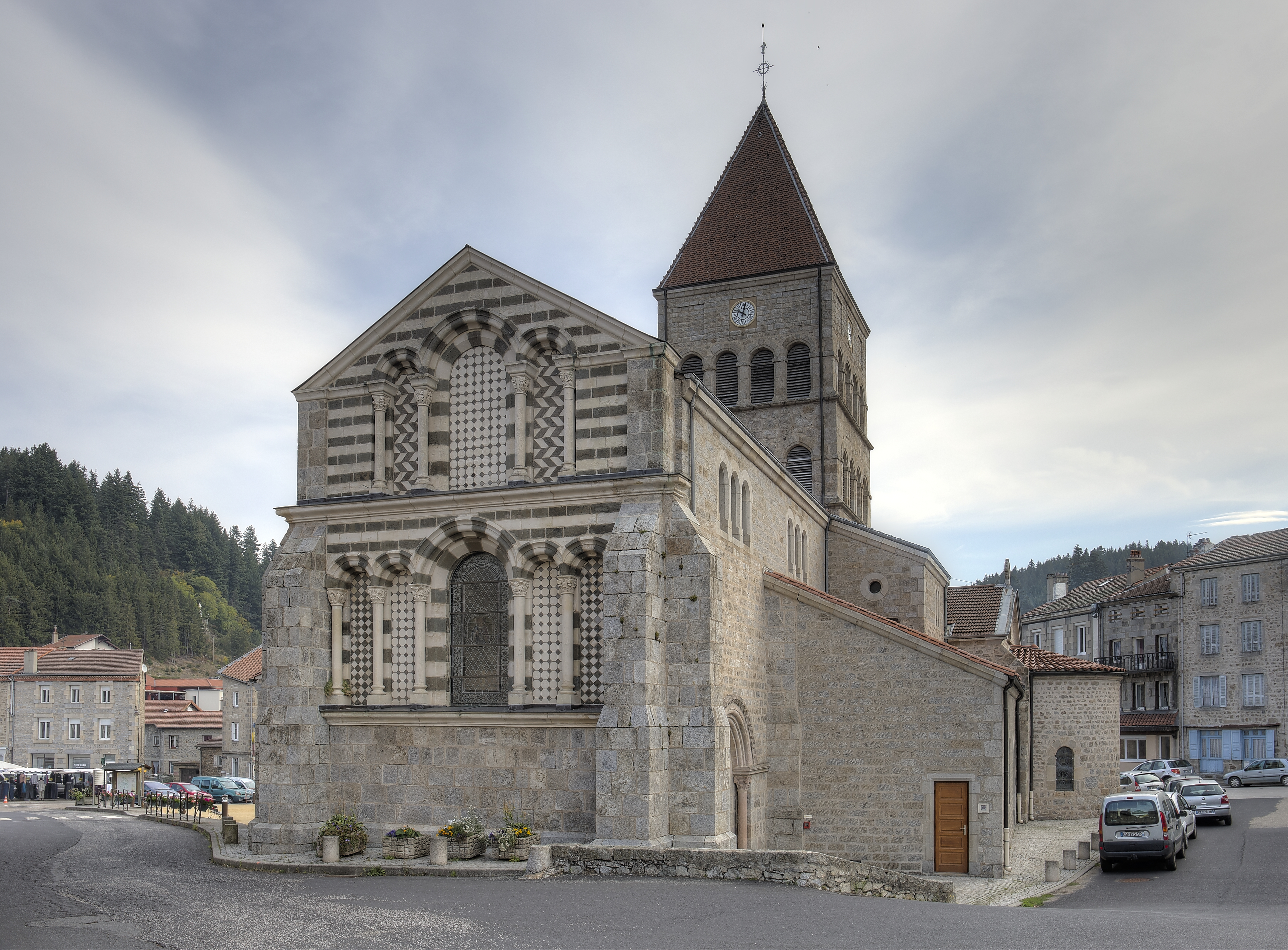
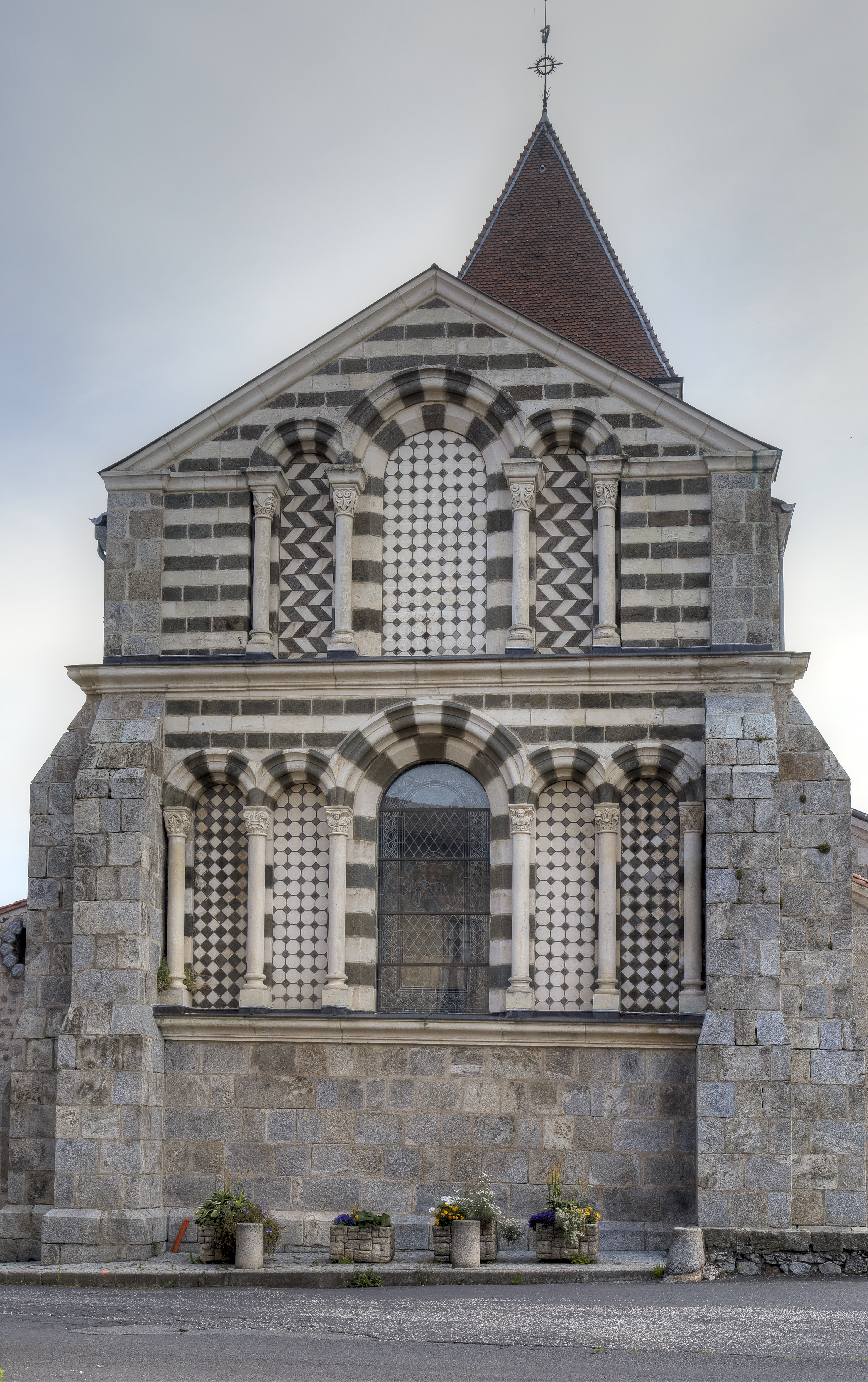
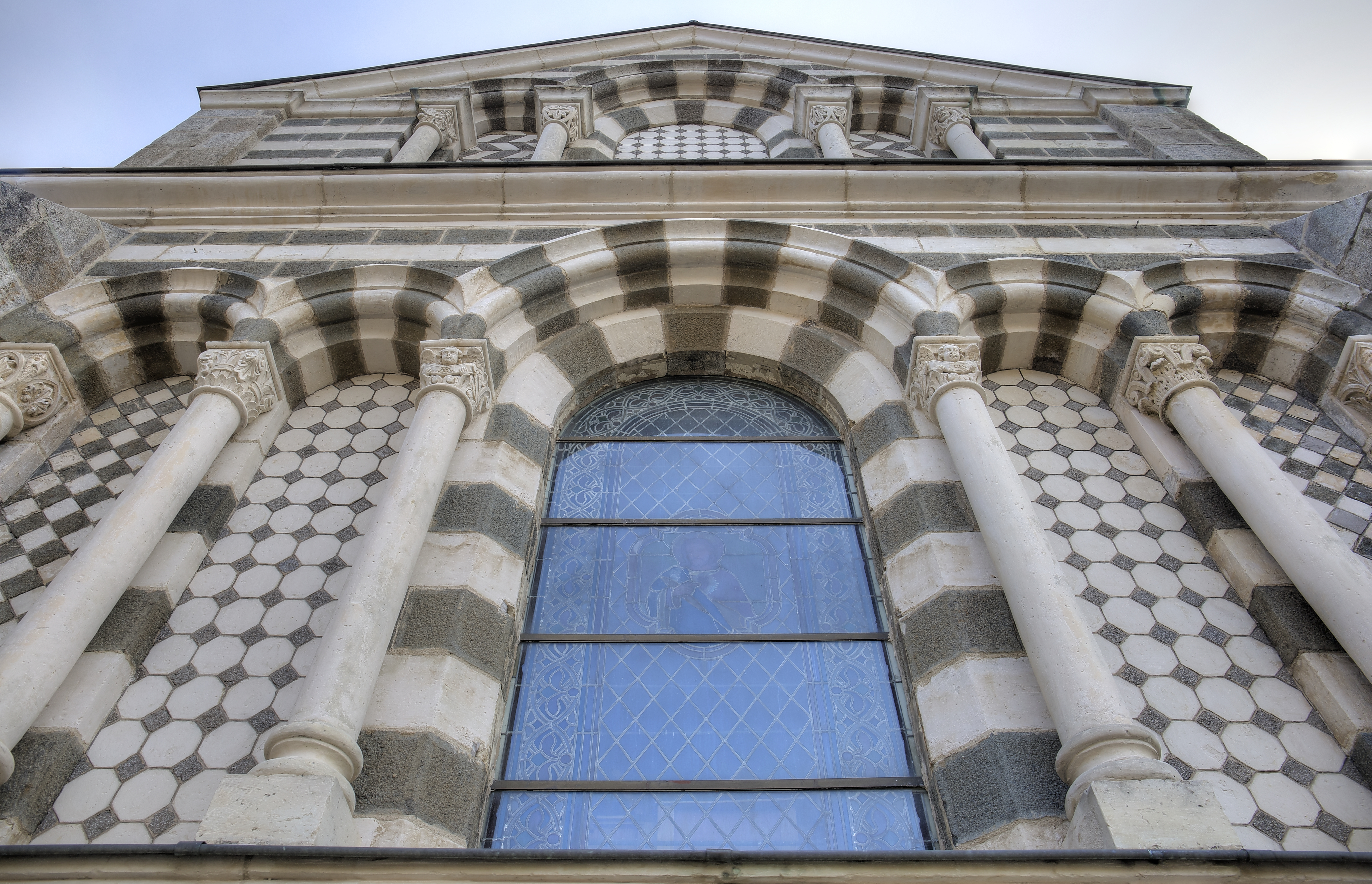
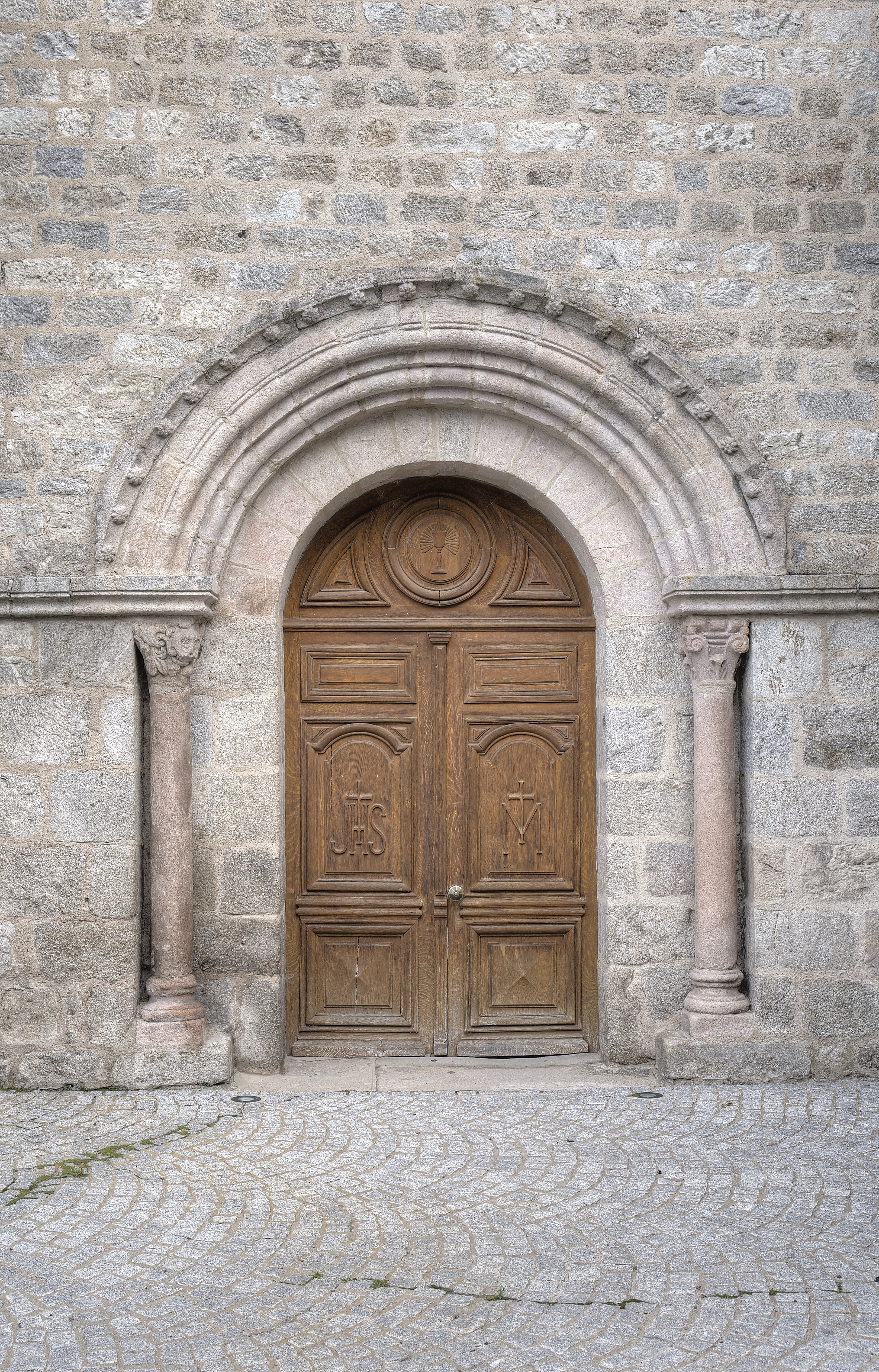
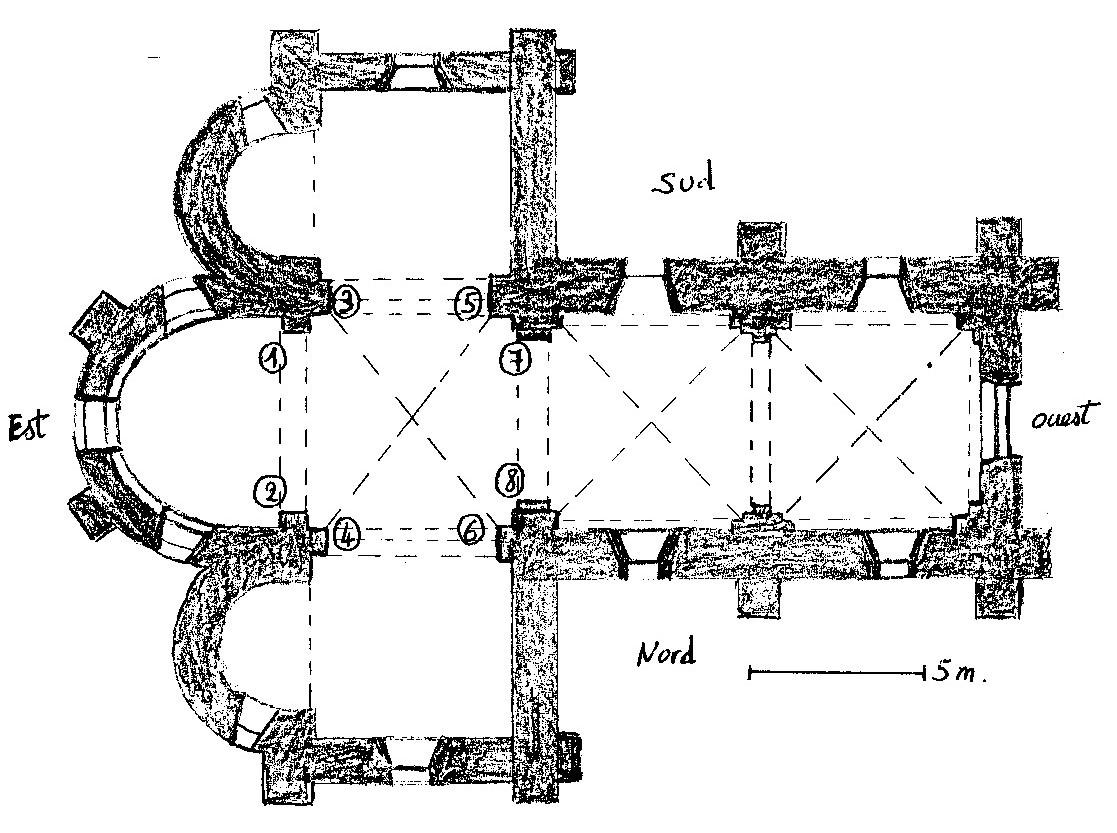